# سیارک ۱۷۵۱۹
سیارک ۱۷۵۱۹ (به انگلیسی: 17519 Pritsak، نامگذاری:1992YE2) هفده هزار و پانصد و نوزدهمین سیارک کشف شده‌است که در ۱۸ دسامبر ۱۹۹۲ کشف شد.
قدر مطلق سیارک برابر ۳۵.۴ است.